# Leszek Górski
Leszek Jan Górski (Olsztyn, Polonia, 19 de agosto de 1961–21 de mayo de 2025) fue un deportista que compitió en natación.
Ganó una medalla en el Campeonato Europeo de Natación en el año 1911.

## Palmarés internacional
| Campeonato Europeo | Campeonato Europeo | Campeonato Europeo | Campeonato Europeo |
| Año                | Lugar              | Medalla            | Prueba             |
| ------------------ | ------------------ | ------------------ | ------------------ |
| 1981               | Split (Yugoslavia) | Medalla de plata   | 400 m estilos      |